# Застава Арцаха
Застава Арцаха, бивше непризнате самопрокламоване државе у делу Азербејџана, изведена је из заставе Јерменије, са додатом белом линијом која исеца троугао на крају заставе од јарбола. Ово је симболизовало јерменско становништво и културу на овом подручју и одвојеност од матичне државе. Мотив је такође сличан оном који се употребљава на јерменским ћилимима.